# Asystasia stenosiphon
Asystasia stenosiphon är en akantusväxtart som beskrevs av C.B. Ci.. Asystasia stenosiphon ingår i släktet Asystasia och familjen akantusväxter. Inga underarter finns listade i Catalogue of Life.